# Österreichisches Biographisches Lexikon 1815–1950
Австрійський біографічний лексикон 1815–1950, Австрійський біографічний словник 1815–1950 (нім. Österreichisches Biographisches Lexikon 1815–1950) — багатотомний біографічний словник німецькою мовою, який видається Австрійською академією наук, та присвячений особам, які залишили свій слід в історії Австрії. 

## Історія
Словник створений на основі «Біографічного лексикону Австрійської імперії» Константина Вурцбаха, який був опублікований у 1856-1891 роках, та містить 24 254 біографій осіб, які пов'язані з історією Габсбурзької монархії у період 1750-1850 років. 
Проєкт було започатуковано у 1945 році, а перший том вийшов у 1957 році. Станом на 2018 рік видано 15 повних томів. До 2009 року було випущено 12 томів у 61 випуску з понад 17 000 біографій.
У Австрійському біографічному лексиконі є біографічні довідки про діячів української культури, які проживали в Австро-Угорщині (1815–1918), Польській республіці (1918–1939) та Українській РСР (1939–1950).

## Опубліковані томи
- Том 1 (Aarau Friedrich – Gläser Franz), 1957 (2. репринтне видання 1993, ISBN 3-7001-1327-7).
- Том 2 (Glaessner Arthur – Hübl Harald H.), 1959 (2. репринтне видання 1993, ISBN 3-7001-1328-5).
- Том 3 (Hübl Heinrich – Knoller Richard), 1965 (2. репринтне видання 1993, ISBN 3-7001-1329-3).
- Том 4 (Knolz Joseph J. – Lange Wilhelm), 1969 (2. репринтне видання 1993, ISBN 3-7001-2145-8).
- Том 5 (Lange v. Burgenkron Emil – [Maier] Simon Martin), 1972 (2. репринтне видання 1993, ISBN 3-7001-2146-6).
- Том 6 ([Maier] Stefan – Musger August), 1975, ISBN 3-7001-1332-3
- Том 7 (Musić August–Petra – Petrescu Nicolae), 1978, ISBN 3-7001-2142-3
- Том 8 (Petračić Franjo – Ražun Matej), 1983, ISBN 3-7001-0615-7
- Том 9 (Rázus Martin – Savić Šarko), 1988, ISBN 3-7001-1483-4
- Том 10 (Saviňek Slavko – Schobert Ernst), 1994 (2. репринтне видання 1999, ISBN 3-7001-2186-5).
- Том 11 (Schoblik Friedrich – [Schwarz] Ludwig Franz), 1999, ISBN 3-7001-2803-7
- Том 12 ([Schwarz] Marie – Spannagel Rudolf), 2005, ISBN 3-7001-3580-7
- Том 13 (Spanner Anton Carl – Stulli Gioachino), 2010, ISBN 978-3-7001-6963-5
- Том 14 (Stulli Luca – Tůma Karel), 2015
- Том 15 (Tumlirz Karl – Warchalowski August), 2018

## Інтернет-версія
У онлайн версії словника, була запущена у 2009 році, включені біографії персоналій, які померли у період з 1950 до 2005 року. Доступ для зареєстрованих користувачів є платний.